# Comuna Nørre Aaby
Nørre Aaby (Nørre Aaby Kommune) a fost o comună din comitatul Fyns Amt, Danemarca, care a existat între anii 1970-2006. Comuna avea o suprafață totală de 64,89 km² și o populație de 5.626 de locuitori (în 2006), iar din 2007 teritoriul său face parte din comuna Middelfart.
1. ↑  Danske borgmestre 1970-2018 (PDF)